# Johann Erich Thunmann
Johann Erich Thunmann, menționat uneori cu prenumele Johannes sau Hans, (n. 23 august 1746 – d. 17 decembrie 1778) a fost un lingvist, istoric și teolog suedez.

## Biografie
S-a născut în parohia Thoresund⁠(d) din provincia Södermanland a Suediei. A studiat în orașul Strängnäs și la Universitatea din Uppsala, apoi a părăsit Suedia pentru a studia la Universitatea din Greifswald. A lucrat apoi ca profesor de filozofie la Universitatea din Halle.

## Teoriile sale despre „est-europeni”
Thunmann a realizat un studiu amplu asupra popoarelor din Europa de Est. El a fost primul autor care a folosit termenul „est-europeni” în titlul cărții Untersuchungen über die Geschichte der östlichen europäischen Völker, care a fost publicată în 1774. Cartea lui Thunmann a servit ca agendă liberală pentru națiunile fără state naționale. Thunmann a lansat o serie de teorii despre unele popoare balcanice: a negat caracterul complet slav al bulgarilor, crezând că bulgarii nu sunt slavi sau cel puțin nu „slavi puri”, și i-a definit pe vlahi ca descendenți ai triburilor antice tracice și dacice sau ai poporului get. În 1825, pe baza lucrărilor lui Thunmann, istoricul rus Mihail Pogodin⁠(d) a scris lucrarea de disertație „Despre originea Rusiei”, în care a susținut teoria normanistă⁠(d) a originii rușilor și a negat proveniența lor din populația autohtonă slavă a Rusiei Kievene.

### Albanezi
Thunmann a fost unul dintre primii și cei mai importanți istorici care au scris despre limba și originea albanezilor. Primele încercări serioase de a prezenta o explicație științifică a originii albanezilor⁠(d) au început cu Thunmann. El credea că istoria și limba albanezilor, în afară de cele ale aromânilor, sunt cele mai puțin cunoscute istorii și limbi ale unui popor european în Europa de Vest.
Thunmann a fost primul savant care a răspândit teoria că albanezii sunt un popor indigen care avea o posibilă origine ilirică. A cercetat, de asemenea, originea termenului „Skipatar”, termenul pe care albanezii îl folosesc ca nume etnic propriu. El a republicat în 1774 un dicționar în trei limbi (albaneză, greacă și aromână) realizat de Teodor Cavalioti și publicat pentru prima dată în 1770, iar mai târziu a adăugat o traducere în limba latină a cuvintelor. Thunmann credea în unitatea iliro-tracă.

## Lucrări publicate
Lucrările cele mai cunoscute ale lui Thunmann sunt:
- Ab Augustissimo Prussorum Rege Friderico II, et maximo domino suo clementissimo, iniunctum professoris eloquentiae et philosophiae in Academia Fridericiana munus aditurus quaedam de confiniis historicae et poeticae orationis disputauit simul vero scholarum suarum rationem. Ex officina Hendeliana. 1772.
- De confiniis historicae et poeticae orationis disputavit simul vero scholarum suarum rationem exposuit. 1772.
- Untersuchungen über die alte Geschichte einiger Nordischen Völker. Mit einer Vorrede herausgegeben von D. Anton Friedrich Bösching. Im Verlag Der Buchhdlg. D. Realschule. 1772.
- Untersuchungen über die Geschichte der östlichen Europäischen Völker. Leipzig. 1774.
- Über die Geschichte und Sprache der Albaner und der Wlachen. Hamburg: Buske. 1976. ISBN 978-3-87118-217-4. – reeditare